# Hypena strigulata
Hypena strigulata är en fjärilsart som beskrevs av Louis Beethoven Prout. Hypena strigulata ingår i släktet Hypena och familjen nattflyn. Inga underarter finns listade i Catalogue of Life.